# Jakko Jakszyk
Michael "Jakko" Jakszyk, nacido como Michael Lee Curran (Londres, 8 de junio de 1958), es un músico, productor y actor británico. Desde 2013 es el segundo guitarrista y cantante del grupo King Crimson. Como guitarrista y vocalista ha formado parte de numerosos grupos británicos de rock progresivo además de desarrollar su propia carrera en solitario. 

## Trayectoria
Es hijo de la cantante irlandesa Peggy Curran y de un miembro de las fuerzas aéreas de los Estados Unidos. A los 18 meses fue adoptado por la familia Jakszyk, refugiados -Norbert (polaco) y Camille (francesa)- que se asentaron en Inglaterra tras la Segunda Guerra Mundial.
Su intención cuando era adolescente es ser futbolista profesional pero no fue admitido en el Watford Football Club. Ya tocaba la guitarra en su casa y le interesó la interpretación por lo que a los 14 años se unió al National Youth Theatre. Un año después creó su primera banda, Soon After.
En 1975 el trío quedó tercero en la Competición Nacional de Rock Melody Maker. Tras varios trabajos eventuales se incorporó al grupo "64 Spoons troupe" donde publicó un solo álbum llamado Landing on a Rat Column en 1992, bastantes años después de ser grabado. Posteriormente, trabajó con Dave Stewart y se unió con él en la banda Rapid Eye Movement desde 1980 hasta 1981. Después pasó a trabajar con Peter Blegvad y David Jackson y se unió a la banda The Lodges en 1987 junto con John Greaves, Blegvad y otros.
En 1990, colaboró en el álbum We Never Had It So Good con Tim Robinson, y se unió a la banda Level 42, en la que permaneció hasta su separación en 1994. Después de dejar dicha banda, decidió sumergirse en su carrera en solitario, y editó su primer EP, llamado Kingdom of Dust, en 1994, en el que ayudaron tres exmiembros de Japan: Richard Barbieri, Mick Karn y Steve Jansen. Un año después salió a la venta su primer disco grande, Mustard Gas and Roses, con las colaboraciones de Karn, Jansen, Gavin Harrison, Danny Thompson, Sam Brown y BJ Cole.

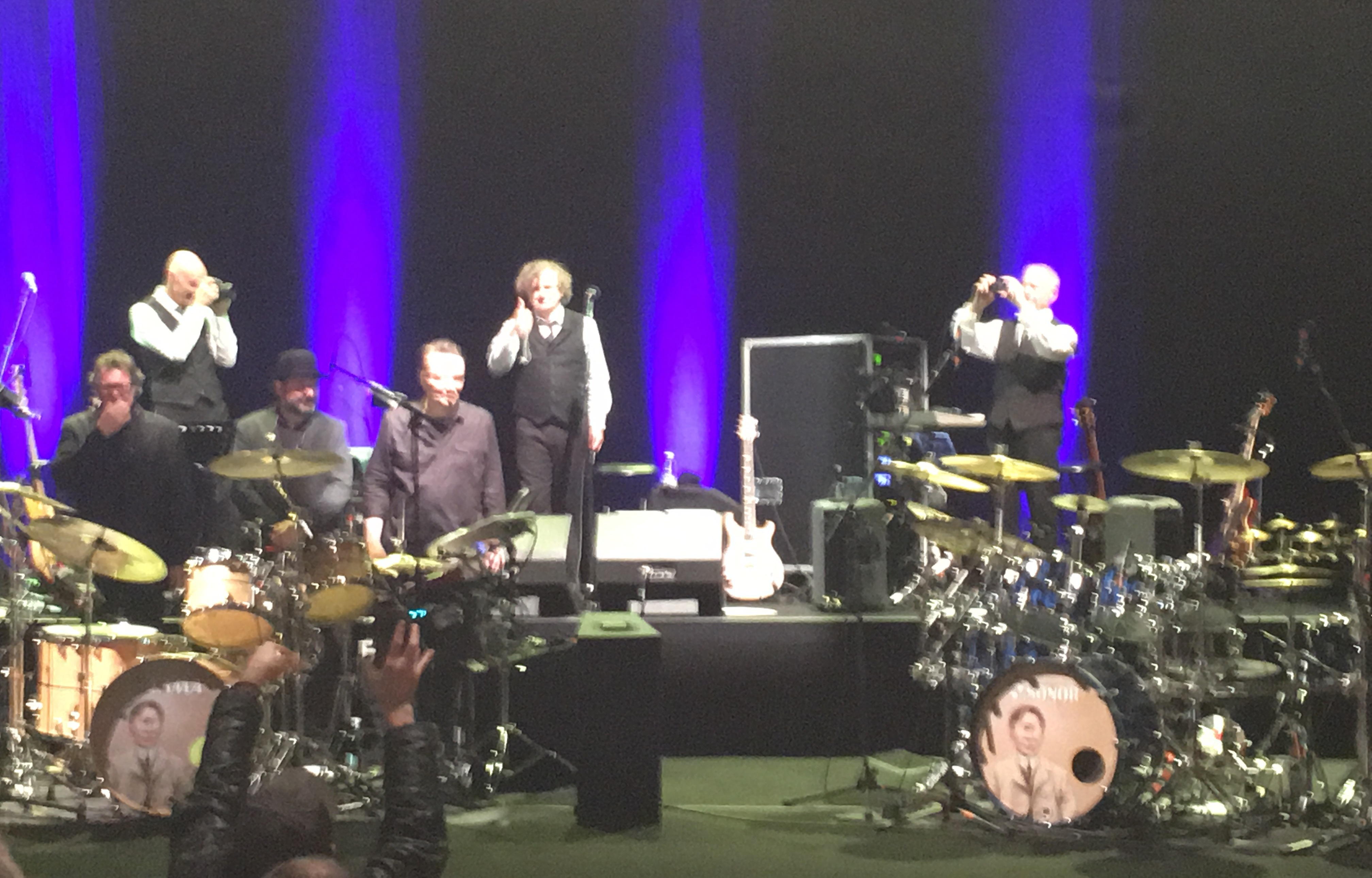
King Crimson en Madrid. Tour Europa 2016

En 2002 se unió a 21st Century Schizoid Band compuesta por varios músicos que habían formado parte de King Crinson, entre ellos su suegro Michael Giles uno de los cofundadores de la banda a finales de los 60. El último álbum del grupo The Bruised Romantic Glee Club, vio la luz en el año 2006, y contó con la colaboración de Dave Stewart, Nathan King, Pandit Dinesh, Robert Fripp, Peter Sinfield, Mel Collins, Ian Wallace, Danny Thompson, Mark King, Hugh Hopper y Clive Brooks.
A finales de 2007, Jakko Jakszyk se unió al supergrupo The Tangent. 
En 2013, se convirtió en segundo guitarra y cantante solista del octavo renacimiento de la legendaria banda King Crimson.
En paralelo a su carrera musical también ha trabajado como actor cómico en papeles secundarios.

## Vida personal
Jakko está casado con la modelo Amanda Giles, hija de uno de los cofundadores de King Crimson y miembro de 21st Century Schizoid Band, Michael Giles. Tienen dos hijos. Vive en Hertfordshire.